# Eo eo
Eo eo è un singolo del rapper argentino Duki, pubblicato il 14 agosto 2020 in collaborazione con Bles e Dellaflame.

## Tracce
1. Eo eo – 2:58